# Majordomul
Majordomul (engleză Lee Daniels' The Butler) este un film istoric de dramă american din 2013 produs și regizat de Lee Daniels, cu scenariul scris de Danny Strong. Bazat pe viața lui Eugene Allen, filmul îl are în rol principal pe Forest Whitaker ca Cecil Gaines, un majordom afro-american care a lucrat la Casa Albă timp de 34 de ani, fiind martor la toate evenimentele istorice care au schimbat America în timpul serviciului său. Din distribuție mai fac parte Oprah Winfrey, John Cusack, Jane Fonda, Cuba Gooding Jr., Terrence Howard, Lenny Kravitz, James Marsden, David Oyelowo, Vanessa Redgrave, Alan Rickman, Liev Schreiber, Robin Williams șii Clarence Williams III. A fost ultimul film produs de Laura Ziskin, care a murit în 2011.
Filmul a primit recenzii pozitive, fiind nominalizat la Premiul BAFTA pentru cea mai bună actriță într-un rol secundar pentru Oprah Winfrey și la un Bafta pentru coafură și machiaj. A fost și un succes financiar, cu încasări de peste 176 de milioane de $, cu bugetul de 30 de milioane $.

## Legături externe
- Site oficial Arhivat în 22 decembrie 2013, la Wayback Machine.
- The Butler la Internet Movie Database
- The Butler la Box Office Mojo
- The Butler la Rotten Tomatoes
- The Butler la Metacritic